# Ліндсей (Небраска)
Ліндсей (англ. Lindsay) — селище (англ. village) в США, в окрузі Платт штату Небраска. Населення — 283 особи (2020).

## Географія
Ліндсей розташований за координатами 41°42′2″ пн. ш. 97°41′39″ зх. д. / 41.70056° пн. ш. 97.69417° зх. д. (41.700649, -97.694103).  За даними Бюро перепису населення США в 2010 році селище мало площу 0,89 км², з яких 0,88 км² — суходіл та 0,00 км² — водойми. В 2017 році площа становила 0,95 км², з яких 0,94 км² — суходіл та 0,00 км² — водойми.

## Демографія
Згідно з переписом 2010 року, у селищі мешкало 255 осіб у 111 домогосподарстві у складі 77 родин. Густота населення становила 287 осіб/км².  Було 127 помешкань (143/км²).
Расовий склад населення:
| - 98,0 % — білих - 1,2 % — осіб інших рас |

До двох чи більше рас належало 0,8 %. Частка іспаномовних становила 1,6 % від усіх жителів.
За віковим діапазоном населення розподілялося таким чином: 22,0 % — особи молодші 18 років, 54,5 % — особи у віці 18—64 років, 23,5 % — особи у віці 65 років та старші. Медіана віку мешканця становила 48,2 року. На 100 осіб жіночої статі у селищі припадало 100,8 чоловіків;  на 100 жінок у віці від 18 років та старших — 101,0 чоловіків також старших 18 років.
Середній дохід на одне домашнє господарство  становив 49 866 доларів США (медіана — 43 750), а середній дохід на одну сім'ю — 57 008 доларів (медіана — 49 688). Медіана доходів становила 41 528 доларів для чоловіків та 31 563 долари для жінок. За межею бідності перебувало 25,3 % осіб, у тому числі 45,1 % дітей у віці до 18 років та 15,5 % осіб у віці 65 років та старших.
Цивільне працевлаштоване населення становило 104 особи. Основні галузі зайнятості: виробництво — 22,1 %, освіта, охорона здоров'я та соціальна допомога — 21,2 %, сільське господарство, лісництво, риболовля — 18,3 %.